# 기타자토촌
기타자토촌(北里村)은 시가현 야스군에 설치되었던 촌이다. 현재의 오미하치만시에 해당한다.